# Hans-Peter Pohl
Hans-Peter Pohl (* 30. Januar 1965 in Triberg im Schwarzwald) ist ein deutscher ehemaliger Nordischer Kombinierer. Er wurde Olympiasieger in der Mannschaft zusammen mit Thomas Müller und Hubert Schwarz. Hans-Peter Pohl ist Eurosport-Experte für die TV-Berichterstattung über die Nordische Kombination.

## Werdegang

### Anfänge im Skisport
Pohl wuchs in Schonach auf, wo er noch heute mit seiner Frau Anja und drei Kindern lebt. Mit sechs Jahren begann Hans-Peter mit der Nordischen Kombination. Nach seinem Hauptschulabschluss 1980 absolvierte er eine Lehre als Werkzeugmacher und verpflichtete sich im Anschluss daran bei der Bundeswehr. Am 28. Dezember 1972 feierte Pohl seinen ersten Sieg im Skispringen. 1977 folgte der erste Erfolg in der Kombination, Pohl belegte den zweiten Platz bei den Deutschen Schülermeisterschaften in Warmensteinach. 1979 wurde er Deutscher Meister in der Altersklasse bis 14 Jahre.

### Erste Erfolge
In den Folgejahren wurde Hans-Peter Pohl zwölfmal Deutscher Meister, davon viermal bei den Senioren. Zweimal holte er den Alpincup-Gesamtsieg in der Nordischen Kombination und im Spezialspringen.
Sein internationales Debüt gab Pohl bei den Nordischen Junioren-Skiweltmeisterschaften 1985 in Täsch und Zermatt. Dabei gewann er im Einzel die Silbermedaille. Am 16. März 1985 gab er schließlich sein Debüt im Weltcup der Nordischen Kombination und erreichte in Oslo auf Anhieb als Sechster die Punkteränge und einen Platz unter den besten zehn. Auch in den von Pohl bestrittenen Weltcup-Rennen in der Saison 1985/86 und 1986/87 erreichte er ausschließlich Punkteplatzierungen.
Bei den Nordischen Skiweltmeisterschaften 1987 in Oberstdorf landete er im Gundersen-Einzel auf Rang acht, bevor er gemeinsam mit Hermann Weinbuch und Thomas Müller im Teamwettbewerb die Goldmedaille gewann. Nach den Weltmeisterschaften verpasste er in Lahti und Falun als jeweils Vierter nur knapp die Podestränge. Bei den Olympischen Winterspielen 1988 gewann er gemeinsam mit Müller und Hubert Schwarz die Goldmedaille. Auch bei den folgenden Weltcup-Rennen blieb er in den Punkten, jedoch blieb ein Podestplatz bis 1991 aus. Erst am 5. Januar 1991 in Schonach im Schwarzwald erreichte er mit Rang drei sein erstes und einziges Podium. In dieser Saison erreichte er in der Gesamtwertung mit Rang 10 das beste Gesamtresultat der Karriere.
Bei den Nordischen Skiweltmeisterschaften 1991 im Val di Fiemme landete Pohl auf Rang fünf des Einzelwettbewerbs und verpasste mit der Mannschaft als Vierter nur knapp eine Medaille. Auch bei den Olympischen Winterspielen 1992 in Albertville verpasste er mit der Mannschaft eine Titelverteidigung deutlich und wurde am Ende Fünfter.
In der Saison 1993/94 bestritt er seinen letzten Weltcup und zog sich im Anschluss aus dem aktiven Sportlerdasein zurück.

### Nach dem Sport
Bei den Olympischen Winterspielen 1994 in Lillehammer, lernte Pohl Dirk Thiele, Sportkommentator bei Eurosport kennen, der ihm anbot, mit ihm gemeinsam das Spezialspringen zu kommentieren. Daraus entwickelte sich eine dauerhafte Partnerschaft, seit 1998 arbeitete Pohl regelmäßig mit Dirk Thiele zusammen, um Spezialspringen und die Nordische Kombination zu kommentieren. Bereits 1994 begann er parallel zur Kommentatorentätigkeit mit dem Studium an der Trainerakademie in Köln. Nach der Prüfung 1995 schloss er eine weitere Ausbildung an, diesmal als Versicherungsfachmann, seinem derzeitigen Beruf.
Nach seiner Nebentätigkeit als ARD-Experte in den Jahren 2003–2010, kam er wieder zurück zu Eurosport und kommentiert dort mit Roman Knoblauch und Marc Rohde die Übertragungen Nordische Kombination und Damenskispringen.
Seit 2006 ist er selbständiger Inhaber einer Allianz Agentur in seiner Heimat Schonach.

## Statistik

### Platzierungen bei Olympischen Winterspielen
| Jahr und Ort     | Wettbewerb | Wettbewerb | Wettbewerb |
| Jahr und Ort     | Einzel     | Team       |            |
| ---------------- | ---------- | ---------- | ---------- |
| 1988 Calgary     | 28.        | 01.        |            |
| 1992 Albertville | 16.        | 05.        |            |

### Platzierungen bei Weltmeisterschaften
| Jahr und Ort       | Wettbewerb | Wettbewerb | Wettbewerb |
| Jahr und Ort       | Einzel     | Team       |            |
| ------------------ | ---------- | ---------- | ---------- |
| 1987 Oberstdorf    | 08.        | 01.        |            |
| 1989 Lahti         | 37.        | –          |            |
| 1991 Val di Fiemme | 05.        | 04.        |            |
| 1993 Falun         | 10.        | 03.        |            |

### Weltcup-Statistik
Die Tabelle zeigt die erreichten Platzierungen im Einzelnen.
- Platz 1.–3.: Anzahl der Podiumsplatzierungen
- Top 10: Anzahl der Platzierungen unter den ersten zehn
- Punkteränge: Anzahl der Platzierungen innerhalb der Punkteränge
- Starts: Anzahl gelaufener Rennen in der jeweiligen Disziplin

| Platzierung         | Einzel a | Sprint | Massenstart | Team   | Team    | Gesamt |
| Platzierung         | Einzel a | Sprint | Massenstart | Sprint | Staffel | Gesamt |
| ------------------- | -------- | ------ | ----------- | ------ | ------- | ------ |
| 1. Platz            |          |        |             |        |         |        |
| 2. Platz            |          |        |             |        |         |        |
| 3. Platz            | 1        |        |             |        |         | 1      |
| Top 10              | 24       |        |             |        |         | 24     |
| Punkteränge         | 36       |        |             |        |         | 36     |
| Starts              | 36       |        |             |        |         | 36     |
| Stand: Karriereende |          |        |             |        |         |        |